# Енканто (саундтрак)
Енканто (оригинален саундтрак към филма) (на английски: Encanto (Original Motion Picture Soundtrack)) е музикален албум, съдържащ музиката от едноименния филм на Дисни от 2021 г. Издаден от Уолт Дисни Рекърдс на 19 ноември 2021 г., албумът съдържа осем оригинални песни, написани от Лин-Мануел Миранда и продуцирани от Майк Елизондо, които са записани от различни артисти, и 27 партитури, композирани от Джърмейн Франко. Освен на английски и испански език албумът е издаден на 44 езика.
За да разработят саундтрака, Миранда и екипът посещават Колумбия – мястото, където се развива действието във филма – за да изучат музиката на страната. Следователно песните от албума съдържат следните жанрове: вайенато, кумбия, бамбуко и испански рок, използвайки традиционните музикални инструменти на Колумбия, и включва стиловете салса, танго, регетон и бачата заедно с поп и хип-хоп. Във филма песните се изпълняват от семейство Мадригал, съставено от няколко поколения с магически сили; лирическите теми се въртят около индивидуалността, самооценката, травмата между поколенията и семейната любов.
Албумът получава търговски успех, радвайки се на широка популярност след пускането на „Енканто“ в „Дисни+“. Той оглавява класацията „Билборд 200“ в продължение на девет седмици и класира всички свои оригинални песни в американската класация „Билборд Хот 100“. В Австралия, Канада, Нова Зеландия и Обединеното кралство албумът достига първо място. Песните We Don't Talk About Bruno, изпълнена от различни членове на екипа на филма, и Surface Pressure, в изпълнение на Джесика Дароу, са най-продаваните песни от албума; първата оглавява класациите за сингли в Обединеното кралство и класациите „Хот 100“ на САЩ за няколко седмици, докато втората достига връх съответно под номер четири и осем. „Енканто“ е първият анимационен филм на Дисни, който генерира няколко песни в Топ 100 на „Хот 100“. Освен това We Don't Talk About Bruno е втората песен, достигнала номер едно на Дисни в САЩ след A Whole New World от филма „Аладин“ (1992), и първата оригинална песен на студиото, достигнала номер едно в Обединеното кралство.

## Разработване и издаване
През юни 2020 г. американският певец и текстописец Лин-Мануел Миранда, който преди това работи по „Смелата Ваяна“ (2016), разкрива, че започва да пише музиката за американския компютърно-анимационен музикален филм „Енканто“, съдържащ осем оригинални песни на испански и английски език, чиято премиера е насрочена за 2021 г. След излизането на филма Миранда разкрива, че е започнал работа по песните през 2016 г. На 8 септември 2021 г. Джърмейн Франко, съкомпозитор на песните от филма „Тайната на Коко“ (2017), започва да пише музиката за „Енканто“. Композиторът Джон Пауъл е посочен във финалните надписи на филма като консултант по музиката; това е първият път, когато той се връща да работи по анимационен филм на Дисни след Гръм (2008).
Албумът е издаден на компактдиск, грамофонна плоча и за цифрово изтегляне.

## Списък с песни
Всички песни са написани от Лин-Мануел Миранда, а всички партитури са композирани от Джърмейн Франко.
1. The Family Madrigal (в изпълнение на Стефани Беатрис, Олга Мередис и други артисти от филма) – 4:18
2. Waiting on a Miracle (в изпълнение на Стефани Беатрис) – 2:42
3. Surface Pressure (в изпълнение на Джесика Дароу) – 3:42
4. We Don't Talk About Bruno (в изпълнение на Адаса, Стефани Беатрис, Мауро Кастийо, Рензи Фелиз, Каролина Гайтан, Даян Гереро и други артисти от филма) – 3:37
5. What Else Can I Do? (в изпълнение на Стефани Беатрис и Даян Гереро) – 3:00
6. Dos Oruguitas (в изпълнение на Себастиан Ятра) – 3:35
7. All of You (в изпълнение на Адаса, Стефани Беатрис, Джон Легуизамо, Олга Мередис, Малума и други артисти от филма) – 4:39
8. ¡Hola Casita! – 0:47
9. Colombia, Mi Encanto (в изпълнение на Карлос Вивес) – 2:56
10. Two Oruguitas (в изпълнение на Себастиан Ятра) – 3:35
11. Abre Los Ojos – 3:17
12. Meet La Familia – 2:09
13. I Need You – 2:28
14. Antonio's Voice – 2:15
15. El Baile Madrigal – 2:51
16. The Cracks Emerge – 1:23
17. Tenacious Mirabel – 1:36
18. Breakfast Questions – 1:26
19. Bruno's Tower – 0:53
20. Mirabel's Discovery – 2:57
21. The Dysfunctional Tango – 2:43
22. Chasing the Past – 2:27
23. Family Allies – 1:16
24. The Ultimate Vision – 2:11
25. Isabela La Perfecta – 1:21
26. Las Hermanas Pelean – 1:18
27. The House Knows – 1:29
28. La Candela – 3:21
29. El Río – 1:28
30. It Was Me – 1:21
31. El Camino De Mirabel – 2:10
32. Mirabel's Cumbia – 2:49

Следните са достъпни само за цифрово изтегляне на албума:
1. The Rat's Lair – 1:22
2. Tío Bruno – 2:24
3. Impresiones Del Encanto – 2:30
4. La Cumbia De Mirabel – 2:47
5. The Family Madrigal (инструментал) – 4:18
6. Waiting on a Miracle (инструментал) – 2:42
7. Surface Pressure (инструментал) – 3:23
8. We Don't Talk About Bruno (инструментал) – 3:36
9. What Else Can I Do? (инструментал) – 3:00
10. Dos Oruguitas (инструментал) – 3:35
11. All of You (инструментал) – 4:54
12. Colombia, Mi Encanto (инструментал) – 2:55